# Lý vương phi (Chu Do Tung)
Hiếu Nghĩa Đoan Nhân Túc Minh Trinh Khiết Hy Thiên Di Thánh hoàng hậu (chữ Hán: 孝義端仁肅明貞潔熙天詒聖皇后, ? - 1640) là kế thất của Minh An Tông Hoằng Quang Đế, Hoàng đế đầu tiên của triều Nam Minh.
Bà được lập làm chính thất và mất trước thời điểm Hoằng Quang Đế đăng cơ. Cũng như Hiếu Triết Giản Hoàng hậu, bà chưa bao giờ làm Hoàng hậu khi còn sống, chỉ được truy phong sau khi đã qua đời.

## Tiểu sử
Sử sách không ghi năm sinh, chỉ biết bà họ Lý (李), người Lạc Dương. Theo 《Nam Minh Sử》, chính thất của Đức Xương vương Chu Do Tung (sau là Minh An Tông) là Hoàng thị, không may đoản mệnh. Vì vậy Lý thị được lập [Kế Vương phi; 繼王妃].
Tháng giêng năm Sùng Trinh thứ 14 (1641), Lý Tự Thành vây hãm Lạc Dương, cha của Đức Xương vương là Phúc vương Chu Thường Tuân bị giết, Lý Vương phi treo cổ tự vẫn, còn Đức Xương vương thoát được, chạy đến Hoài Khánh phủ (懷慶府) (nay là Thấm Dương, Hà Nam).
Năm 1644, Đức Xương Vương được ủng lập đăng cơ ở Nam Kinh, tức Minh An Tông Hoằng Quang Đế, truy phong Vương phi Lý thị làm Hiếu Nghĩa Đoan Nhân Túc Minh Trinh Khiết Hoàng hậu (孝義端仁肅明貞潔皇后).
Về sau, Minh Chiêu Tông Vĩnh Lịch Đế lại bổ sung thêm 4 chữ [Hy Thiên Di Thánh; 熙天詒聖] vào thụy hiệu của bà, gọi là Hiếu Nghĩa Đoan Nhân Túc Minh Trinh Khiết Hy Thiên Di Thánh hoàng hậu (孝義端仁肅明貞潔熙天詒聖皇后).